# Iranada secunda
Iranada secunda är en fjärilsart som beskrevs av Nicolas Grigorevich Erschoff 1874. Iranada secunda ingår i släktet Iranada och familjen nattflyn. Inga underarter finns listade i Catalogue of Life.